# Geografia turística

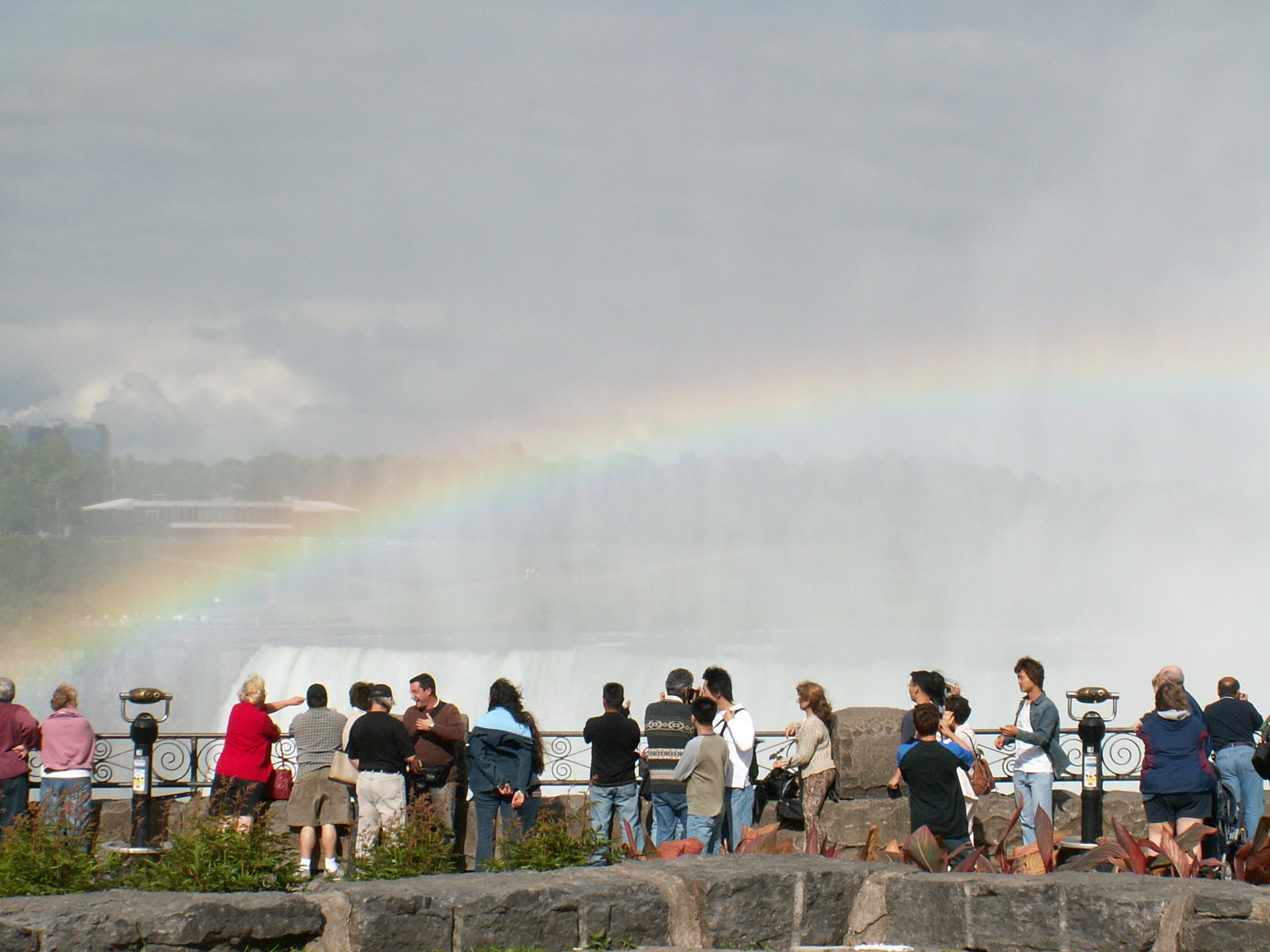
Turistes a les Cascades del Niàgara.

La geografia turística és l'estudi dels viatges i el turisme, com a indústria i com a activitat social i cultural. La geografia turística cobreix una àmplia gamma d'interessos, incloent l'impacte ambiental del turisme, les geografies del turisme i les economies del lleure, responent a les preocupacions de la indústria i la gestió del turisme i la sociologia del turisme i les seves ubicacions.
La geografia turística és aquella branca de la geografia humana que s'ocupa de l'estudi dels viatges i del seu impacte en els indrets.
La geografia és fonamental per a l'estudi del turisme, perquè el turisme és de naturalesa geogràfica. El turisme es produeix en llocs, implica moviments i activitats entre llocs i és una activitat en la qual es formen tant les característiques del lloc com les autoidentitats personals, a través de les relacions que es creen entre llocs, paisatges i persones. La geografia física proporciona els antecedents essencials sobre els quals es creen llocs turístics i els impactes i les preocupacions mediambientals s'han de tenir en compte en la gestió del desenvolupament dels llocs turístics.
Els enfocaments d'estudi diferiran segons les diferents preocupacions. Molta literatura de gestió turística continua essent quantitativa pel que fa a la metodologia i considera que el turisme consisteix en els llocs d'origen turístic (o zones generadores de turistes), les destinacions turístiques (o llocs d'oferta turística) i la relació (connexions) entre els llocs d'origen i de destinació, que inclou les rutes de transport, relacions comercials i motivacions dels viatgers. Els recents desenvolupaments de la geografia humana han donat lloc a enfocaments com els de la geografia cultural, que adopten enfocaments teòricament més diversos del turisme, inclosa una sociologia del turisme, que s'estén més enllà del turisme com una activitat aïllada i excepcional i tenint en compte com els viatges s'adapten a la vida quotidiana i com el turisme no és només un consum de llocs, sinó que també produeix el sentit del lloc en una destinació. The Tourist de Dean MacCannell i The Tourist Gaze de John Urry són clàssics en aquest camp.